# Ludvík II. Hesenský
Ludvík II. Hesenský (26. prosince 1777 – 16. června 1848) byl od roku 1830 do 5. března 1848 hesenským velkovévodou (za Německé revoluce v roce 1848 rezignoval).

## Manželství a potomci
Oženil se se svou sestřenicí Vilemínou Luisou Bádenskou. Měli spolu několik dětí:
- Ludvík III. Hesensko-Darmstadtský (9. června 1806 – 13. června 1877), hesenský velkovévoda od roku 1848 až do své smrti,
⚭ 1833 Matilda Karolína Bavorská (30. srpna 1813 – 25. května 1862)
⚭ 1868 Anna Magdalena Appel (8. března 1846 – 19. prosince 1917), morganatické manželství
- mrtvě narozený syn (*/† 18. srpna 1807)
- Karel Hesenský (23. dubna 1809 – 20. března 1877), ⚭ 1836 Alžběta Pruská (18. června 1815 – 21. března 1885)

Další děti, které Vilemína Luisa porodila, byly zřejmě jejího dlouhodobého milence Augusta Ludwiga von Senarclens-Grancy. Ty Ludvík ve snaze zabránit skandálu uznal za své:
- Alžběta Hesensko-Darmstadtská (20. května 1821 – 27. května 1826), zemřela v útlém věku
- mrtvě narozená dcera (*/† 7. června 1822)
- Alexandr Hesensko-Darmstadtský (15. července 1823 – 15. prosince 1888), zakladatel rodu Battenbergů, ⚭ 1851 Julie von Hauke (12. listopadu 1825 – 19. září 1895)
- Marie Hesenská (8. srpna 1824 – 3. června 1880), ⚭ 1841 Alexandr II. Nikolajevič (29. dubna 1818 – 13. března 1881), ruský car, polský král, finský velkokníže od roku 1855 až do své smrti